# Pagumengan Mas
Pagumengan Mas is een bestuurslaag in het regentschap Pekalongan van de provincie Midden-Java, Indonesië. Pagumengan Mas telt 3684 inwoners (volkstelling 2010).